# Степаньонське сільське поселення
Степаньо́нське сільське поселення — муніципальне утворення в складі Кезького району Удмуртії, Росія. Адміністративний центр — присілок Степаньонки.
Населення — 637 осіб (2018; 702 у 2015, 725 в 2012, 743 в 2010, 946 у 2002).
2002 року до складу Степаньонської сільської ради увійшла ліквідована Абросятська сільська рада (присілки Абросята, Єфимята, Ільмово, Юклята, Ярково). До 2006 року існувала Степаньонська сільська рада.

## Склад
До складу поселення входять такі населені пункти:
| Населений пункт       | Населення, осіб (2002) | Населення, осіб (2010) | Населення, осіб (2012) |
| --------------------- | ---------------------- | ---------------------- | ---------------------- |
| Абросята, присілок    | 66                     | 3                      | 3                      |
| Анюшино, присілок     | 5                      | 5                      | 5                      |
| Артеменки, присілок   | 4                      | -                      | -                      |
| Архипово, присілок    | 1                      | 0                      | 0                      |
| Балуй, присілок       | 26                     | 15                     | 14                     |
| Гавшино, присілок     | 18                     | 15                     | 15                     |
| Єгори, присілок       | 25                     | 16                     | 15                     |
| Єфимята, присілок     | 16                     | 0                      | 0                      |
| Зуда, присілок        | 2                      | -                      | -                      |
| Ільмово, присілок     | 24                     | 0                      | 0                      |
| Кагушенки, присілок   | 9                      | 10                     | 9                      |
| Кіренки, присілок     | 4                      | 2                      | 2                      |
| Макари, присілок      | 0                      | -                      | -                      |
| Мис, присілок         | 0                      | -                      | -                      |
| Петроконово, присілок | 24                     | 23                     | 19                     |
| Пронята, присілок     | 11                     | 8                      | 8                      |
| Саватята, присілок    | 30                     | 18                     | 19                     |
| Сидори, присілок      | 19                     | 11                     | 10                     |
| Сімаченки, починок    | 8                      | 5                      | 5                      |
| Степаньонки, присілок | 389                    | 366                    | 355                    |
| Сурдовай, присілок    | 64                     | 55                     | 54                     |
| Терешино, починок     | 3                      | -                      | -                      |
| Тімени, присілок      | 192                    | 183                    | 184                    |
| Фарафоново, присілок  | 4                      | 6                      | 6                      |
| Юклята, присілок      | 2                      | 2                      | 2                      |
| Ярково, присілок      | 0                      | -                      | -                      |

## Господарство
В поселенні діють школа (Степаньонки), 1 садочок (№ 15), 2 бібліотеки (Степаньонки, Тимени), 2 клуби (Степаньонки, Тимени), 2 фельдшерсько-акушерських пункти (Степаньонки, Тимени). Серед промислових підприємств працює СПК «Степаньонки».